# Silence (nouvelle)
Pour les articles homonymes, voir Silence (homonymie).
Silence (Silence - A Fable) est une nouvelle d'Edgar Allan Poe publiée pour la première fois en 1837. Traduite en français par Charles Baudelaire, elle fait partie du recueil Nouvelles histoires extraordinaires.

## Résumé
L'histoire racontée par un démon étrange se déroule dans un endroit effrayant en Lubie sur les bords du Zaïre.